# Экономический анализ языковых прав
Экономи́ческий ана́лиз языковы́х пра́в — совокупность методов изучения и исследования языковых прав, рассматриваемых в первую очередь в качестве экономических явлений, действий и результатов. Данный тип анализа может применяться в экономике языка для определения возможных закономерностей и тенденций развития языковых прав. Благодаря этому, результаты экономического анализа языковых прав могут быть использованы для улучшения показателей эффективности реализации языковой политики на макро- и микроуровне.

## Языковые права
Экономика языка тесно взаимодействует с языковой политикой, одним из основных составляющих которой, в свою очередь, является языковое право. Языковое право — это право человека и гражданина выбирать язык или языки для общения в частной и публичной сфере. К публичной сфере можно отнести сферу трудовых отношений, доминирующий язык в которой во многом зависит от проводимой государством языковой политики, в частности, от официально принятых в государстве или в соответствующем его регионе языков. Эта связь между языками и рынком в настоящее время перестраивается под воздействием глобализации. Глобализация включает в себя дерегулирование экономики и связанное с этим сокращение влияния государства на отношения между своими гражданами и внутренним рынком труда. Однако рассматривать язык как экономический фактор возможно как в государственных рамках, так и под влиянием глобализации.

### Проблемы экономического анализа языковых прав
Принцип методологического индивидуализма, применяемый в экономическом анализе языковых прав, является причиной возникновения следующих проблем:
Проблема наблюдения и измерения — в условиях рынка субъективные оценки будут отражаться в появлении спроса (и предложений) и равнозначных ценах на языковые права. В отсутствие рынка проблема становится гораздо более сложной, а выявление индивидуальных предпочтений связано со многими проблемами стимулирования индивида.
Проблема индивидуальных предпочтений в использовании языка — изменяющаяся языковая среда может повлиять на индивидуальные предпочтения в использовании языка, и даже в краткосрочной перспективе неправомерно рассматривать языковые предпочтения индивидов как постоянные и заданные. Языковой репертуар и, следовательно, предпочтения людей определяются их окружением.

## Теория благосостояния языковых прав
Теория благосостояния языковых прав — структурированный (системный) аналитический подход анализа языковых прав, основанный на теории экономики благосостояния английского экономиста Артура Сесила Пигу. Идея об использовании теории экономики благосостояния для анализа языковых прав была выдвинута в статье шведского экономиста Бенгта-Арне Викстрёма «Языковые права: экономическая теория благосостояния» (англ. Language Rights: A Welfare-Economics Approach, 2016). Ключевой принцип этого подхода заключается в соотношении учитывания языковых прав и уровня дохода тех, кто использует соответствующий язык.

### Методология теории благосостояния языковых прав
Методологией в данной теории является анализ затрат и выгод в качестве одного из методов экономического анализа при экономической оценке языковых прав. В этом анализе используются три основные переменные в оценке — это эндогенные индивидуальные предпочтения, стоимость распределения языковых прав и предпочтения социального планировщика.
К эндогенным индивидуальным предпочтениям, которые нельзя принимать как данность, но на которые влияют внутренние реакции:
1) решение родителей, обучая своих детей выгодным (как им кажется) языкам, влияют на языковое разнообразие в обществе и, как следствие, на количество носителей;
2) социальный статус языка: чем выше статус, тем выше вероятность того, что следующее поколение будет на нём говорить.
Цель социального планировщика — это максимизация общественного благосостояния. В идеальной ситуации социальный планировщик пытается провести подсчет средств, находя компромисс между эффективностью проводимой политики и более эгалитарным распределением расходов. В этом случае функция благосостояния является более общей, чем (сумма) чистых индивидуальных выгод.
Распределение языков — неконкурентное благо, так как спрос (склонность платить) будет варьироваться от индивидуума, в частности, от индивидуальной платёжеспособности и наличия других языков (наличия языкового права на их использование)

### Формула общественного благосостояния
Непосредственно благосостояние можно измерить по формуле общественного благосостояния:
{\displaystyle W=w(U^{1},...,U^{n})},               
где  {\displaystyle w} — благосостояние общества, а {\displaystyle U^{n}} — благосостояние отдельного индивида

### Примеры
Теория благосостояния трудно применима к многоэтничным сообществам, например, Россия, США, Австралия и некоторые страны Африки, где невозможно предоставить равные права для каждого языка, однако это представляется возможным в соответствующих регионах или местах компактного проживания этносов. 
Определить оптимальные языковые права позволяет следующая формула:
{\displaystyle {\underset {r,\theta }{\max }}\Delta W={\underset {r,\theta }{\max }}\sum _{i\in N}\beta (w^{i},\Delta a^{i})\Delta a^{i}},
где {\displaystyle \theta \in \Theta ^{I}(r,n)\cap \Theta ^{F}(r,n)}
{\displaystyle r} – языковое право;
{\displaystyle n} – количество индивидов в языковой группе;
{\displaystyle \theta } – платежи или налоги;
{\displaystyle w} – экзогенный (внешний) доход;
{\displaystyle i} – индивид, пользующийся языковым правом;
{\displaystyle a} – поток общих доходов;
{\displaystyle \beta } – оценка планировщика.
Таким образом, в любой структуре прав, в которой средняя склонность платить не зависит от числа индивидов, будет существовать критическое число индивидов, определяющих, будут ли права реализованы или нет. Если количество бенефициаров меньше критической массы, права не должны реализовываться; если же оно выше критической массы, они должны быть реализованы.